# Rat Attack!
Rat Attack! est un jeu vidéo de puzzle sorti en 2000 sur Nintendo 64 et PlayStation. Le jeu a été développé par Pure Entertainment Games et édité par Mindscape.